# 金紫荊廣場

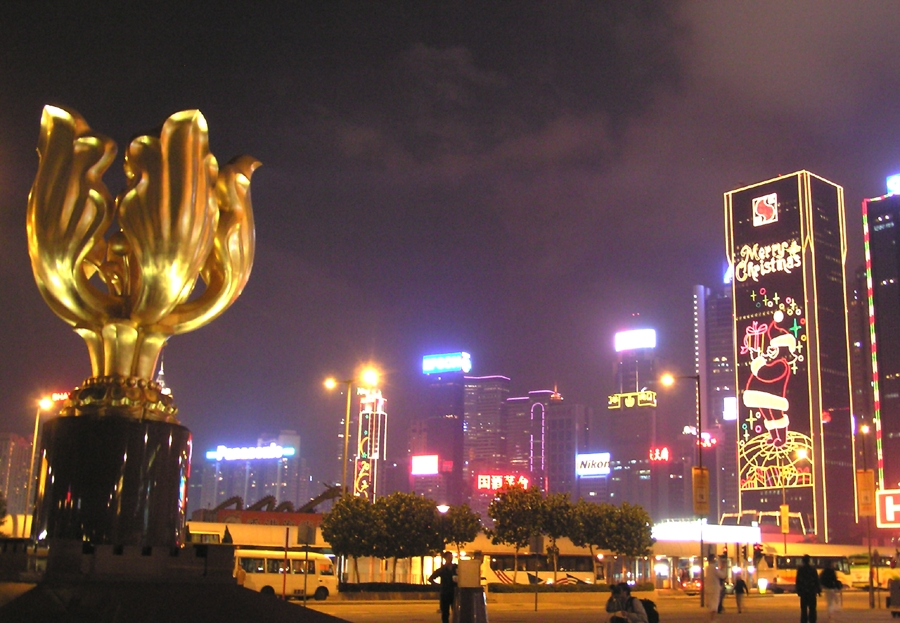
金紫荊廣場夜景

金紫荊廣場（英語：Golden Bauhinia Square），位於香港灣仔香港會議展覽中心新翼，是博覽海濱花園的一部份，臨近灣仔臨時海濱花園，隔維多利亞港與九龍相望，是香港回歸時，會議展覽中心擴建工程之一部分，近年來成為很多中国內地旅客必到的香港旅遊景點之一。廣場由香港會議展覽中心（管理）有限公司管理，並不屬於公共空間，也不是由政府擁有。
1997年7月1日香港特別行政區成立时，中华人民共和国國務院贈送給香港特區政府一座名為「永遠盛開的紫荊花」的貼金銅雕，此雕塑安放在新落成的會議展覽中心新翼，并由首任行政長官董建華及國務院副總理兼外交部部長錢其琛主持揭幕式。雕塑寓意香港永遠繁榮昌盛；銅雕高6米，重70噸，以青銅鑄造，表面鋪以金箔，以紅色花崗岩作底座。基座圓柱方底，寓意九州方圓，刻有長城圖案，象徵中國懷抱香港。

## 升旗儀式

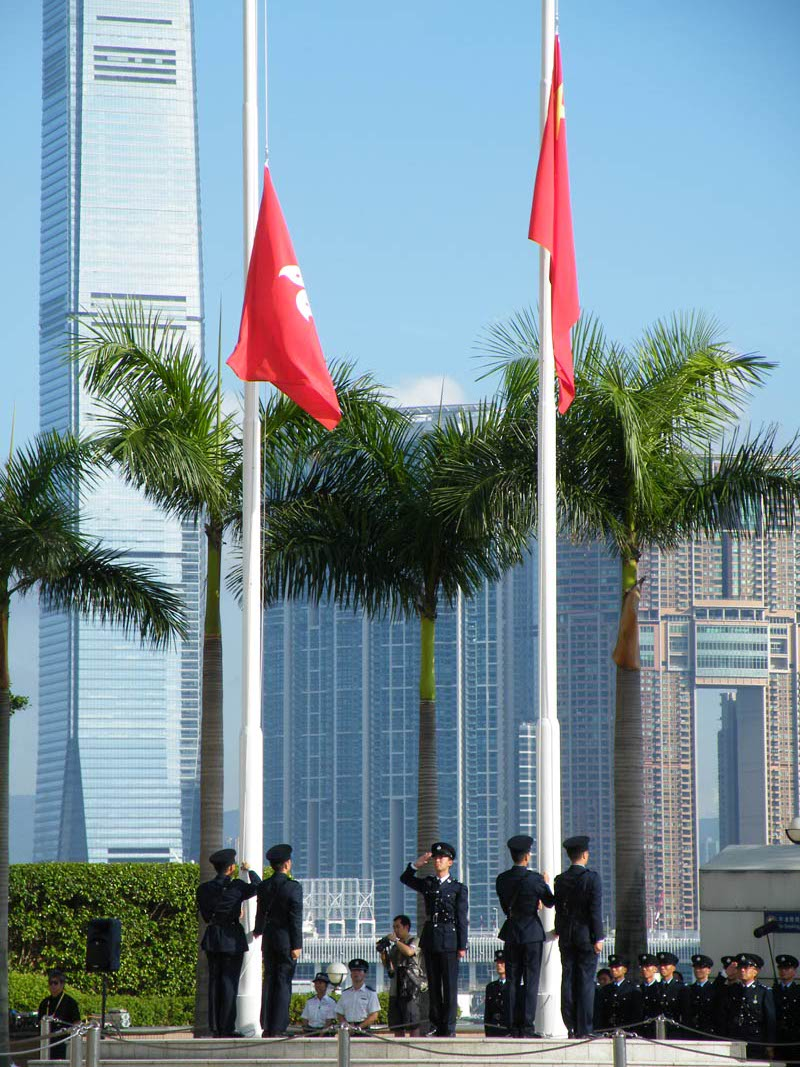
2010年8月26日舉行，為紀念香港旅行團在馬尼拉被挾持事件受害者的升旗儀式，由警察升旗儀仗隊執行

金紫荊廣場每日早上8時舉行升旗儀式，晚上6時正則進行降旗儀式，在一般日子，升旗儀式由5名警務人員負責，現場播放中華人民共和國國歌（2002年1月5日起），降旗儀式則不會奏國歌。
每年香港特別行政區成立紀念日（7月1日）及國慶日（10月1日），行政長官都會率領香港政府主要官員、中央人民政府駐港機構負責人、行政及立法兩會的議員、各國駐港使節及社會賢達等會出席升旗儀式。升旗儀式除了穿著禮服的警務人員及香港警察樂隊外，由香港消防處、入境處、香港海關、懲教署等紀律部隊組成的儀仗隊亦參與儀式，並由中學合唱團領唱中華人民共和國國歌—義勇軍進行曲（自2000年7月1日加入）。升上國旗與區旗後，兩艘滅火輪會在維多利亞港海面作噴水表演；政府飛行服務隊的直升機亦會繫著國旗與區旗，由西向東，低飛越過會場上空，香港警察樂隊同時演奏《回歸頌》作結。
一般而言，中國國家領導人在訪港期間未必出席升旗儀式，例如中共中央總書記兼國家主席江澤民在1998年及2002年訪港期間均沒有出席典禮。自從香港主權移交以來，先後有國家副主席胡锦涛在1999年7月1日及國務院總理溫家寶於2003年7月1日公開參與升旗儀式。時任國務院總理朱鎔基在2002年11月19日在港出席世界會計師大會期間亦有參與升旗儀式，但因保安理由，並無開放公眾參與。 
2002年1月，香港警務處試行在每月首個星期日及每個星期六舉行隆重升旗禮。首個隆重升旗禮於2002年1月5日舉行，由15名穿著禮服的警員組成升旗隊執行升旗，但沒有樂隊現場奏樂，而透過揚聲器播放國歌，而1月6日起首次有香港警察樂隊銀樂隊現場奏樂。4月1日起，每月1號、11號及21號上午8時正，穿著禮服的警務人員，包括10名儀仗隊人員及香港警察樂隊（包括銀樂隊及風笛隊）將進行升旗儀式。完成升旗後，樂隊會奏樂約10分鐘。2006年4月起，隆重的升旗禮由每月舉行3次改為只在每月1號舉行。於平日版本中，為一名操練及槍械訓練組警長帶領學習警員進行；於隆重版本中，為該組督察帶領正規警務人員進行。
金紫荊廣場的升旗典禮在惡劣天氣下的安排，早期沒有特別規定，其中2001年7月1日的升旗禮就在三號強風信號及雷暴警告生效時如期舉行，是首次在風暴期間舉行的隆重升旗禮。由2002年10月1日起，在雷暴警告、紅色暴雨警告、黑色暴雨警告，以及3號或以上的颱風訊號生效時，升旗儀式均會取消。

### 青年升旗禮

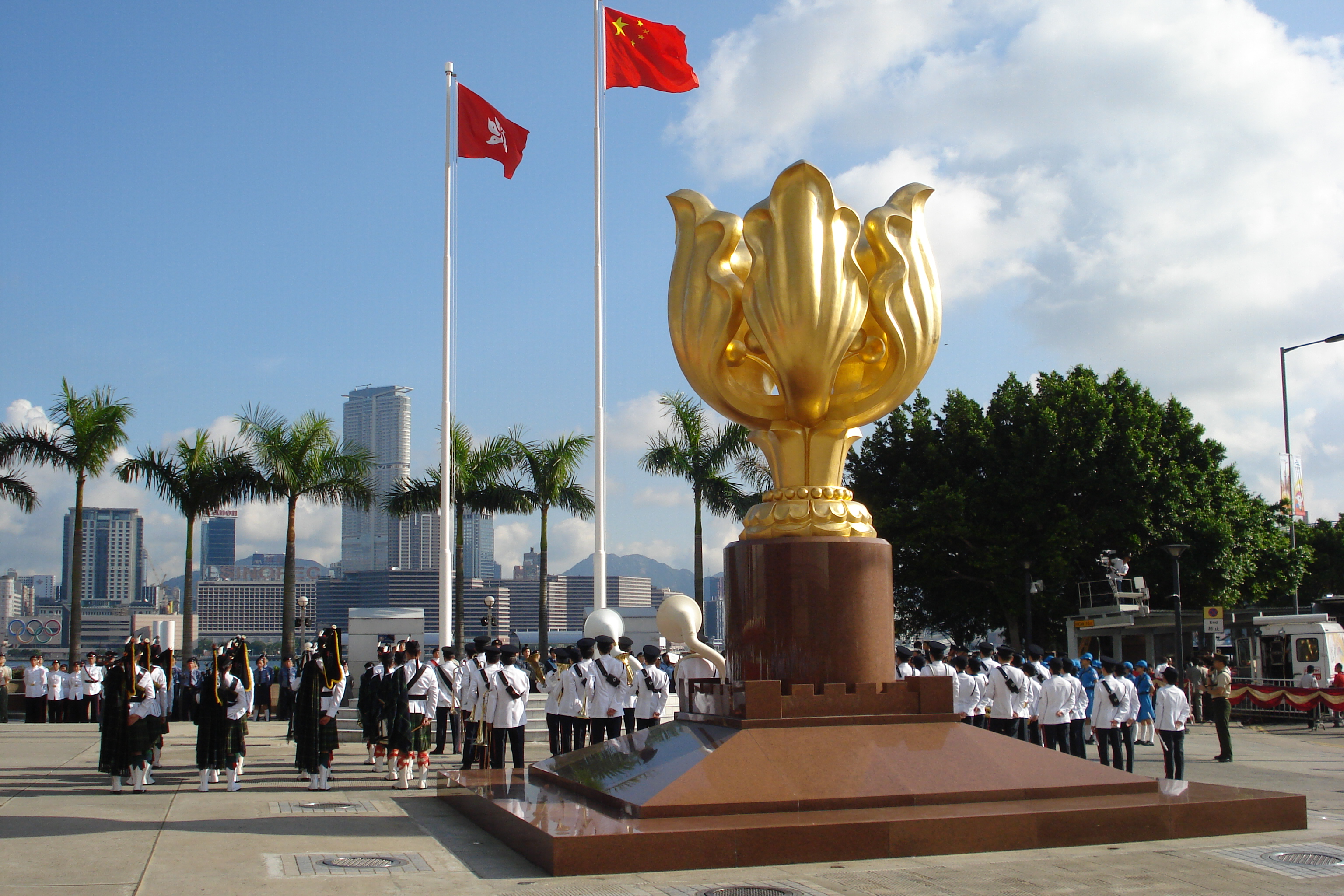
2008年8月30日為歡迎中國奧運金牌運動員的升旗儀式，由青少年制服團體執行

自2006年5月4日起的「五四青年節」，金紫荊廣場升旗儀式由9個青少年制服團體負責，香港少年旗手、香港航空青年團擔當司令官，香港步操管樂協會負責奏樂，其餘團體如香港海事青年團、香港聖約翰救傷隊少青團、香港女童軍總會、香港童軍總會、香港交通安全隊、香港紅十字會、香港基督少年軍、香港基督女少年軍、香港民眾安全服務隊少年團則擔任護旗及儀杖隊。為配合全港學校直播，儀式會延至早上8時30分進行。此後，每年5月4日的升旗儀式均由青少年制服團體執行。
自2008年7月13日起，每月第二個週日，升旗儀式亦會由上述青年團體負責。他們事先受過香港警察學院的相關訓練，以「平日版本升旗儀式」進行升旗禮（1名升旗隊司令官、2名國旗升旗手及2名區旗升旗手），不會包括任何樂隊表演。
個別升旗儀式亦會交由青少年制服團體執行，如2008年8月30日為歡迎中國奧運金牌運動員的升旗儀式，由青少年制服團體執行，形式與每年5月4日的升旗儀式相若。

## 下半旗儀式

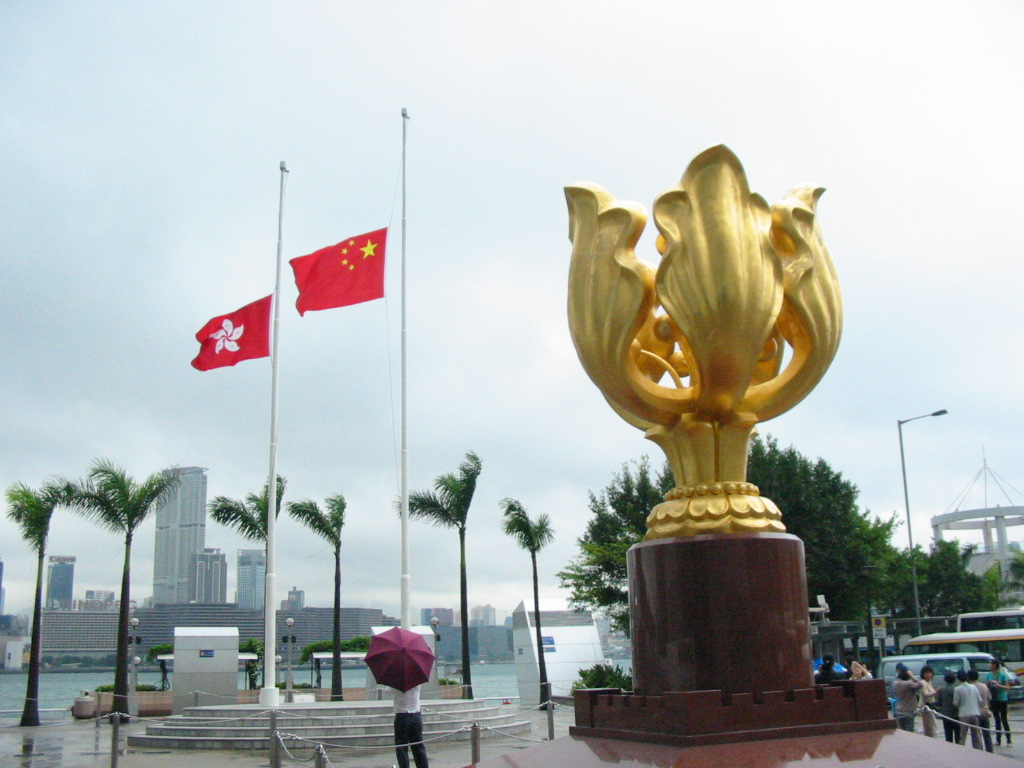
金紫荊廣場為2008年汶川大地震死難者下半旗致哀

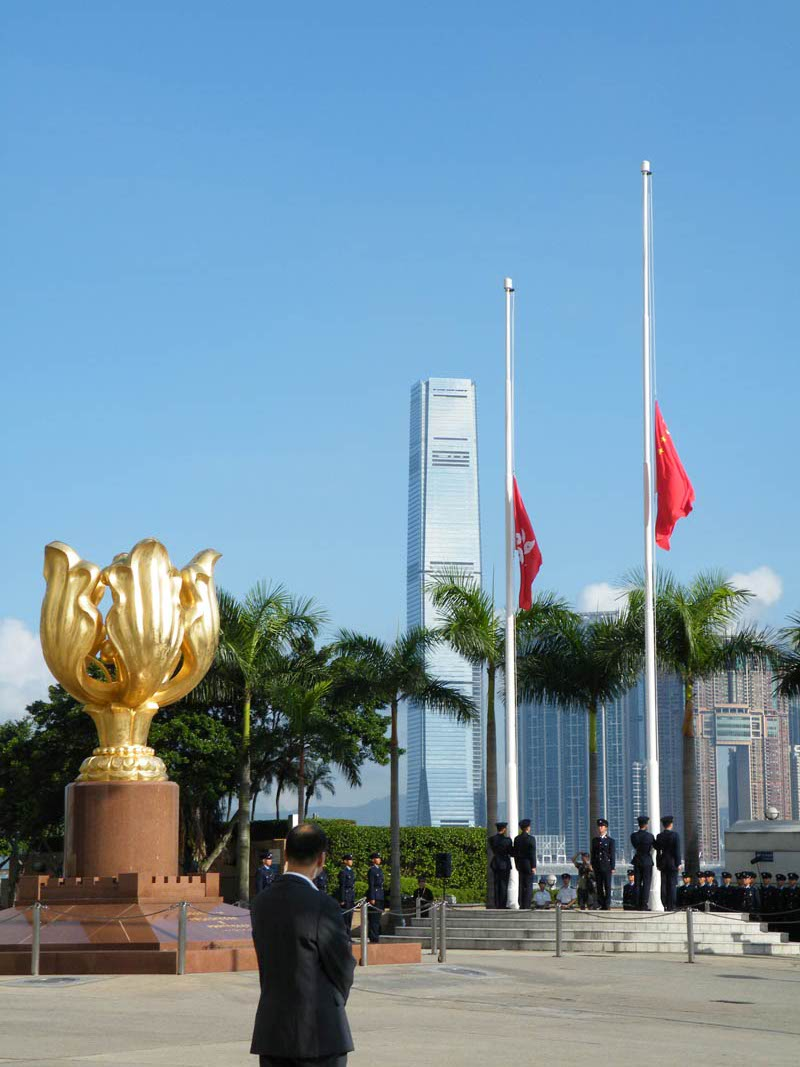
香港特區政府在2010年8月26日在金紫荊廣場舉行升旗及下半旗儀式，为菲律賓人質事件死難者下半旗致哀

根據中華人民共和國《國旗法》第14條及香港特別行政區《區旗及區徽條例》附表3的規定，下列人士逝世，國旗或區旗須下半旗誌哀：
- 中華人民共和國主席、全國人民代表大會常務委員會委員長、國務院總理、中央軍事委員會主席。
- 中國人民政治協商會議全國委員會主席。
- 中央人民政府（國務院）知會行政長官，指為對中華人民共和國作出傑出貢獻的人。
- 中央人民政府（國務院）知會行政長官，指為對世界和平或者人類進步事業作出傑出貢獻的人。
- 行政長官認為對香港特別行政區作出傑出貢獻的人，或行政長官認為適宜下半旗予以哀悼的人。

另外，中央人民政府知會行政長官，發生傷亡者眾的不幸事件或者嚴重自然災害造成巨大傷亡時，若行政長官認為適宜下半旗，可以下半旗誌哀。 
金紫荊廣場首次下半旗致哀，是2008年5月19日為汶川大地震進行的全國哀悼日，當天早上由5名警員將國旗及區旗升至旗桿頂端，再緩緩降至半旗，由於當天下午2時28分進行全國默哀3分鐘，因此升旗禮不設任何哀悼儀式，是次全國哀悼日連續3天至5月21日。其後按照國務院公告，廣場先後於2010年4月21日及8月15日下半旗（包括國旗及區旗），分別配合2010年玉樹地震及2010年甘肅省舟曲縣特大泥石流災害的全國哀悼日。
2010年8月23日，菲律賓發生馬尼拉前警員劫持香港旅行團事件，8名港人不幸遇難，時任行政長官曾蔭權在當晚宣布區旗在8月24日下半旗致哀，其後宣布持續3天至8月26日。香港特區政府其後將8月26日訂為「全港哀悼日」，由行政長官曾蔭權率領主要官員、立法會議員、中央駐港機構代表等，當日早上8時在月出席升旗及下半旗儀式，並默哀3分鐘，為金紫荊廣場首次舉行的官方下半旗及哀悼儀式，國務院其後亦公告8月26日所有特區政府及中央駐港機構的國旗下半旗致哀，因此當天的國旗及區旗均下半旗。升旗及下半旗儀式規格略次於回歸紀念日的升旗儀式，由身穿常服的警察儀杖隊執行，並由香港警察樂隊負責奏樂，香港電台負責直播及安排大會司儀（倪秉郎及彭晴），下半旗後司儀逐一宣讀死難者姓名，全場默哀3分鐘。
2012年10月1日晚上8時23分發生南丫島撞船事故，時任行政長官梁振英宣佈10月4日為全港哀悼日，由當日起連續3日(10月4至6日)，所有政府總部和公司等都下半旗致哀，當中亦包括金紫荊廣場。

## 廣場管理
雖然具有政治意義，但廣場由香港會議展覽中心(管理)有限公司管理，提供清潔及保安巡邏服務，為私人地方，並不屬於公共空間，非由政府管理。因此管理公司有權因特別活動而隨時封閉廣場範圍，不容許未授權人士進入。

## 相关事件

### 國旗及旗桿損毀
2000年1月16日凌晨，金紫荊廣場的國旗旗杆與通風系統排氣喉，被發現遭人以箱頭筆塗污，警方相信是惡作劇，當日的升旗儀式未有影響。
2001年1月14日，升旗儀式完成後約1.5小時，有途人發現國旗墜於地上，旗杆則空空如也，特區區旗當時仍在飄揚。警方接報後發現國旗的頂钩破毀，而升起國旗的繩索亦斷裂，通知消防員到場協助架起雲梯將破钩取下，重新換上掛钩，並於同日10時30分再度升起國旗。

### 雕塑損毀
由於金紫荊廣場位處海濱，以青銅鑄造的「永遠盛開的紫荊花」雕塑不時有所損毀，2001年頂部被發現金箔剝落，要交由博物館專家塗上相似顏色物料修補，2002年疑因海風侵蝕，雲石基座出現多條裂痕，2005年發現金紫荊外層金箔因自然侵蝕而嚴重褪落，露出銅質內層。

### 阻礙降旗
2001年5月7日下午，劉山青、陳國樑、林森成、徐百弟、范國威、鄺國全及黃仲棋等七名社會民主論壇成員，以鐵鏈自綁國旗柱示威，阻礙降旗，最後被警方強行帶走。同年12月10日，七人在東區法院被裁定「阻街」及「未能出示身分證」罪名成立，判各人罰款500至1000元。而范國威及鄺國全則因「未能出示身分證」而需另付罰款500元。

### 學民思潮成員升旗禮會場請願 被會展保安抬走
2013年10月1日，約40名學民思潮成員，趁時任行政長官梁振英出席國慶升旗儀式，前往廣場附近，爭取全民提名的特首選舉。他們不滿示威區遠離廣場，要求到博覽道東一段馬路接近會場，被警方阻止。召集人黃之鋒的10名的學民思潮成員，成功進入觀禮區，但在升旗儀式舉行前被會展保安指該處是「地區人士觀禮區」，其後隨即被抬走。涉事的會展保安一直無展示身份，而警方亦袖手旁觀。。
黃之鋒其後表示，對警方及當局的安排感到失望，他們在未獲交代原因的情況下，被會展保安強行包圍及暴力對待。

### 被圍上黑布
2017年6月26日早上6時許，香港眾志秘書長黃之鋒、人民力量和社民連等成員在金紫荊廣場示威，並且以黑布包住紫荊花雕塑，表達中國未落實「一國兩制」承諾和回歸20年來對特區政府施政的不滿。香港會議展覽中心保安人員曾嘗試阻止他們掛上黑布，但不成功，其後警方到場將黑布扯走，並將此事列為「投訴滋擾」，暫未有人被捕。

### 佔領金紫荊
2017年6月28日傍晚6時許，香港眾志、社民連及人民力量合共30多人，再次突襲佔領金紫荊廣場雕塑，並在雕塑掛上黑布。警方派出逾200名人員到場，包括港島總區機動部隊、軍裝巡邏小隊、警民關係組等，同時驅離市民至會議道及博覽道一帶。被捕人士於晚上8時至9時被警員抬走，帶到北角警署。

### 網民發起塞爆金紫荊廣場 政府首次不設立公眾觀禮區
2019年6月29日，網民發起7月1日回歸當天「塞爆金紫荊廣場」，警方出動5,000警力加強戒備，同時在灣仔北會展一帶進行嚴密佈防，包括封路，架設多層水馬及警崗。政府在6月30日公佈，會展半島一帶已封閉，同時宣佈回歸當天的升旗儀式不設公眾觀禮區，是回歸22年以來首次。而所有獲邀出席升旗儀式和慶祝酒會的嘉賓，應使用公共交通工具沿會展港灣道入口進入會場。
而灣仔會議展覽中心於6月30日至7月2日封閉。室內面向廣場的落地大玻璃亦用圍板包圍。原本正進行寵物展及家居博覽的主辦展單位宣佈，因應政府要求及基於保安理由，在6月30日封閉會展場地，展覽被迫提前結束。

## 鄰近地標
- 灣仔臨時海濱花園
- 會展新翼
- 香港回歸祖國紀念碑
- 香港動漫海濱樂園
- 灣仔碼頭
- 灣仔站
- 會展站

## 外部連結
- 金紫荊廣場（页面存档备份，存于）香港旅遊發展局
- 歷年的大型升旗儀式影片
  - 2002年國慶日（页面存档备份，存于）
  - 2003年特區成立日（页面存档备份，存于）
  - 2003年國慶日（页面存档备份，存于）
  - 2004年特區成立日（页面存档备份，存于）
  - 2004年國慶日（页面存档备份，存于）
  - 2005年特區成立日（页面存档备份，存于）
  - 2005年國慶日（页面存档备份，存于）
  - 2006年特區成立日（页面存档备份，存于）
  - 2006年國慶日（页面存档备份，存于）
  - 2007年特區成立日[]
  - 2007年國慶日（页面存档备份，存于）
  - 2008年特區成立日（页面存档备份，存于）
  - 升旗儀式（页面存档备份，存于）2008年8月30日
- 升旗儀式標誌香港特別行政區政府成立五週年（页面存档备份，存于）香港特區政府新聞稿，2002年7月1日